# Tlahualilo
Tlahualilo là một đô thị thuộc bang Durango, México. Năm 2005, dân số của đô thị này là 19882 người.